# Autoportret z zabandażowanym uchem
Autoportret z zabandażowanym uchem (hol. Zelfportret met verbonden oor, ang. Self-Portrait with Bandaged Ear) – obraz olejny namalowany w 1889 przez holenderskiego malarza Vincenta van Gogha, znajdujący się w Courtauld Gallery w Londynie. Dzieło powstało w okresie współpracy van Gogha z francuskim malarzem Paulem Gauguinem. Numer katalogowy: F 527, JH 1657.
Istnieje też druga wersja obrazu zatytułowana Autoportret z zabandażowanym uchem i fajką (hol. Zelfportret met verbonden oor, ang. Self-Portrait with Bandaged Ear and Pipe), znajdująca się w Stavros Niarchos Collection w Atenach. Numer katalogowy: F 529, JH 1658.

## Geneza obrazu
Według powszechnie przyjętej wersji van Gogh, który chciał uczynić z Arles, w którym mieszkał, kolonię artystyczną, długo zapraszał Paula Gauguina, aby ten zamieszkał z nim. Namowy te wreszcie odniosły skutek pod koniec października 1888, kiedy to Gauguin przyjechał do van Gogha, aby razem z nim zamieszkać w tak zwanym „Żółtym Domu”. Ze względu na porywcze charaktery obu artystów często dochodziło między nimi do kłótni. 23 grudnia 1888 van Gogh obciął sobie brzytwą ucho i wręczył je miejscowej prostytutce. Wkrótce potem, podczas pobytu w szpitalu namalował Autoportret z zabandażowanym uchem. W 2009 Hans Kaufmann i Rita Wildegans, autorzy książki Ucho Van Gogha: Paul Gauguin i pakt milczenia zakwestionowali tę teorię, twierdząc, że to jednak Gauguin odciął ucho van Goghowi szpadą.

## Opis obrazu
Obraz ma chłodny nastrój, światło jest ostre. Van Gogh ubrany jest w ciężki, zielono-błękitny płaszcz namalowany równoległymi, pionowymi kreskami. Na głowie ma grubą, zimową czapkę. Bandaż na prawej części twarzy jest koloru białego i nie wyróżnia się na tle całego obrazu. Oczy ze zwężonymi źrenicami namalowane zielenią potęgują chłód dzieła. W tle widoczny jest japoński drzeworyt pod tytułem Gejsze w krajobrazie, namalowany niedbale i przypominający szkic.

### Autoportret z fajką
Choć obraz stanowi raczej konwencjonalną kompozycję – trójkąt oparty na dolnych krawędziach malowidła – kolorystyka jego jest dynamiczna a czarne kontury stanowią granicę eksplozji barw. Ciemna zieleń wyświechtanego płaszcza została namalowana grubymi, równoległymi pociągnięciami pędzla i stanowi ostry kontrast w zestawieniu z czerwienią tła, która znalazła odbicie również w oczach artysty.
Fajka należała do szczególnie ulubionych przedmiotów van Gogha, zwłaszcza w trudnych momentach; nie rozstał się z nią nawet na łożu śmierci. Na obrazie stanowi symbol odzyskanej na nowo jasności umysłu.